# Philipp Trautzl
Philipp Trautzl (25. ledna 1869 Počerady (uváděno též 15. ledna) – 15. srpna 1910 Počerady) byl rakouský politik německé národnosti z Čech, poslanec Českého zemského sněmu.

## Biografie
Vystudoval nižší gymnázium, Od roku 1894 převzal po otci hospodářství a byl rolníkem v Počeradech. Byl aktivní v komunální politice, zastával úřad obecního starosty. Zakládal záložnu v Počeradech a inicioval vznik hospodářského skladiště roku 1899. Byl předsedou tohoto skladovacího družstva a také Ústředního svazu německých řepařů.
Zapojil se i do vysoké politiky. V zemských volbách roku 1901 byl zvolen na Český zemský sněm, kde zastupoval kurii venkovských obcí, obvod Most, Horní Litvínov, Hora sv. Kateřiny, Jirkov. Uváděl se tehdy jako všeněmec (Všeněmecké sjednocení). Kandidoval i v zemských volbách roku 1908, ale porazil ho kandidát Německé radikální strany Anton Lande.
Zemřel v srpnu 1910 ve věku 41 let. Zemřel v Počeradech na nierenentzündung (zánět ledvin). Některé dobové zdroje uvádějí, že zemřel v Žatci. Matriční záznamy pro Žatec v příslušném období ale jméno dotyčného neobsahují.